# Mojo (Cuba)
Il mojo è una salsa tipica cubana ed ispanica a base di succo di agrumi e cipolla. 

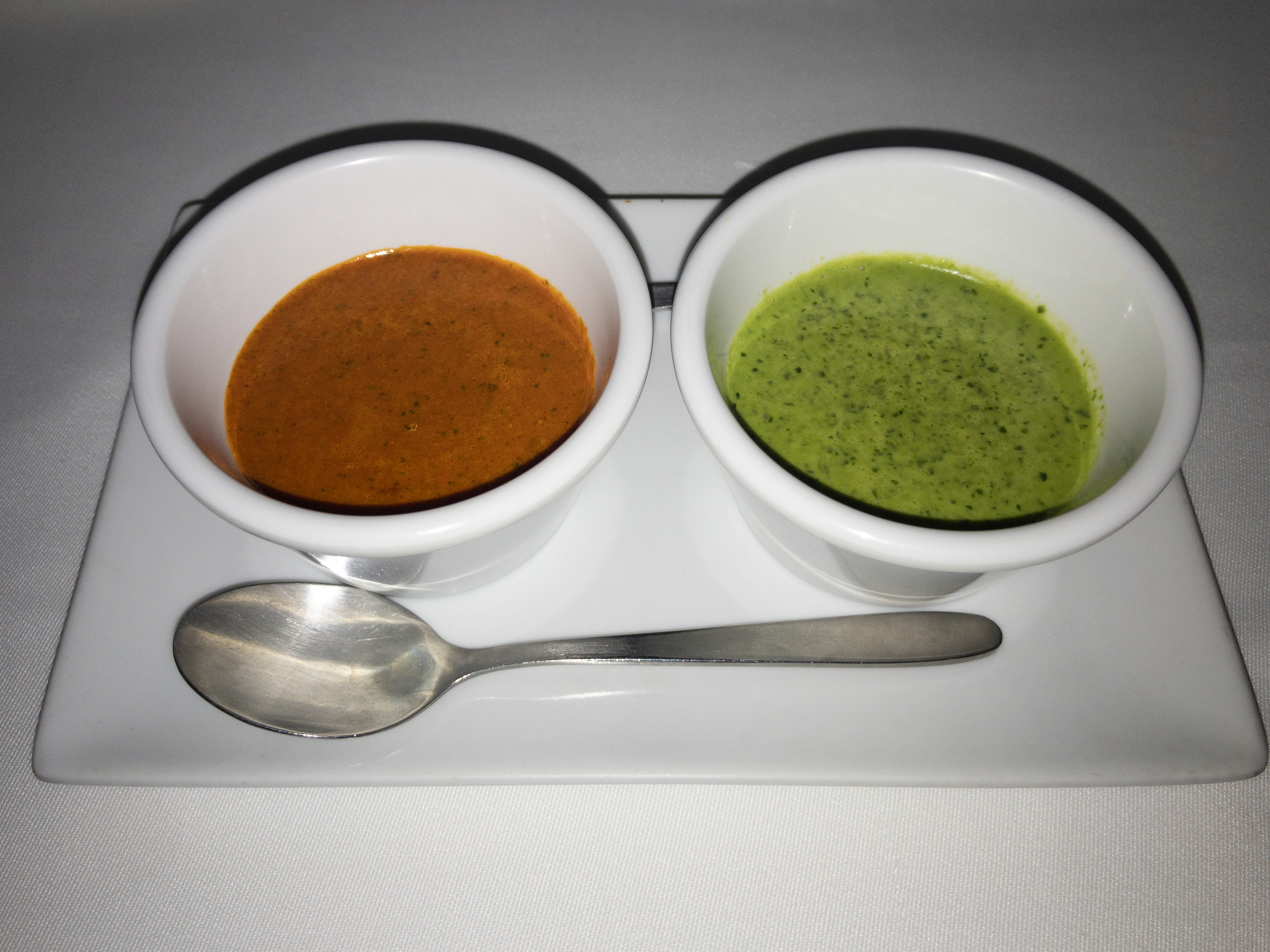
Mojo nelle tipiche versioni verde e rossa

## Il nome
Il termine mojo viene dal portoghese "molho" che significa semplicemente "salsa". Si chiama mojo anche la tipica salsa prodotta nelle Isole Canarie.

## Ingredienti
Questa particolare citronette è tradizionalmente preparata a partire dal succo di arance amare, ma può essere fatta anche a con succo di lime, ananas o pompelmo. Altri ingredienti, che vengono poi mescolati ed emulsionati insieme al succo, sono cipolla, olio di oliva e spezie (come cilantro, cumino, origano e pepe).

## Preparazioni
Tipico è l'accostamento con la manioca (yuca con mojo) ma gli utilizzi sono innumerevoli: dalla carne di maiale ai frutti di mare, alla verdura, ai Sandwich.